# Élections législatives papou-néo-guinéennes de 2007
Des élections législatives se sont tenues en Papouasie-Nouvelle-Guinée du 30 juin au 10 juillet 2007. Il s'agissait de renouveler les cent-neuf membres du Parlement (monocaméral), à l'issue d'une législature de cinq ans.
Le premier ministre sortant, Sir Michael Somare (Parti de l'alliance nationale), le premier dirigeant du pays à avoir complété un mandat de cinq ans sans être renversé par une motion de censure ni par l'éclatement de sa majorité parlementaire de coalition, visait un nouveau mandat. Il pouvait faire valoir le redressement économique qui s'était produit sous son gouvernement, et un taux de croissance de 5,5 %, malgré la persistance d'une très grande pauvreté d'une large partie de la population. Son principal adversaire était l'ancien premier ministre Sir Julius Chan (Parti populaire du progrès), soutenu par un autre ancien premier ministre, Sir Mekere Morauta et son Parti de la Papouasie-Nouvelle-Guinée.

## Système électoral et contexte
article détaillé : Élections en Papouasie-Nouvelle-Guinée
Le pays compte 89 circonscriptions, élisant chacune un député. En outre, chacune des vingt provinces du pays est représentée par un député, également élu au suffrage universel direct.
Cette élection voit l'inauguration d'un nouveau système électoral, le vote préférentiel limité, qui remplace le scrutin uninominal majoritaire à un tour utilisé depuis l'indépendance du pays en 1975. Les électeurs sont tenus de classer trois candidats par ordre de préférence, les préférences après la première étant tenues en compte si aucun candidat n'obtient une majorité absolue des suffrages dans la circonscription. Conséquemment, « de nombreux candidats ont essayé de négocier avec d'autres pour obtenir les voix de leurs partisans pour le deuxième et le troisième choix. Ces négociations préélectorales auraient contribué à la sérénité de la campagne électorale », ce qui était l'objectif visé après les désastreuses élections de 2002, entachées de violences qui avaient fait plus de vingt morts. En effet, « le système de vote préférentiel oblige les candidats à chercher des appuis (sous la forme de préférences) hors de leurs clans et communautés », tandis que les élections précédentes avaient -notamment dans les régions reculées et sous-développées- pris la forme de rapports de force entre clans et communautés affichant chacun leur candidat.
En outre, les listes électorales, qui comptaient de nombreuses personnes décédées, ont été assainies, le nombre d'inscrits étant réduit de 5,3 à 3,9 million. Ceci n'a pas été sans controverse, certains électeurs déclarant avoir été effacés à tort des listes.

## Résultats
L'élection s'est déroulée de manière relativement calme, loin des violences de 2002, malgré « des heurts violents entre partisans de partis rivaux [...] à Mount Hagen où plusieurs personnes ont été blessées ». Les forces armées avaient été déployées dans les régions sensibles pour garantir la sécurité et permettre aux citoyens de voter sans subir de violences ni intimidations.
Dans un pays où la multiplicité des partis (34 à cette élection) ne permet jamais à un seul parti de remporter une large majorité au Parlement, le Parti de l'alliance nationale amplifia son avantage, obtenant vingt-sept sièges, soit bien plus que tout autre parti. S'y ajoutent les sept de son principal allié, le Parti d'action populaire. Le principal parti d'opposition fut le tout nouveau Parti de la Papouasie-Nouvelle-Guinée, de Sir Mekere Morauta, également avec sept sièges.
Sir Michael Somare parvint à former une majorité parlementaire, une coalition gouvernementale réunissant quatorze partis. Pour la première fois, un premier ministre sortant était ainsi reconduit après un premier mandat de cinq ans.
L'un des enjeux pérennes des élections en Papouasie-Nouvelle-Guinée est la participation des femmes, alors que la politique continue à être perçue comme une 'affaire d'hommes'. Il y avait 101 candidates parmi les quelque 2 700 candidats. Une seule, Dame Carol Kidu (Parti de l'alliance mélanésienne), fut réélue. Représentant une circonscription de la capitale, Port Moresby, et membre de la majorité gouvernementale, elle avait également été la seule femme députée de 2002 à 2007.
Les résultats furent les suivants :
| Partis | Partis                                      | Suffrages | Pourcentage | Sièges | Changement par rapport à 2002 |
| ------ | ------------------------------------------- | --------- | ----------- | ------ | ----------------------------- |
|        | Parti de l'alliance nationale               |           |             | 27     | +8                            |
|        | Parti d'action populaire                    |           |             | 7      | +2                            |
|        | Parti de la Papouasie-Nouvelle-Guinée       |           |             | 7      | n/a                           |
|        | Parti des ressources unies                  |           |             | 5      | n/a                           |
|        | Pangu Pati                                  |           |             | 5      | -1                            |
|        | Mouvement démocratique populaire            |           |             | 5      | -7                            |
|        | Parti de la nouvelle génération             |           |             | 4      | n/a                           |
|        | Parti populaire du progrès                  |           |             | 4      | -4                            |
|        | Parti du développement rural                |           |             | 4      | n/a                           |
|        | Parti du Congrès national populaire         |           |             | 4      | +2                            |
|        | Parti national de Papouasie-Nouvelle-Guinée |           |             | 3      | n/a                           |
|        | Parti travailliste populaire                |           |             | 3      | -1                            |
|        | Parti unifié                                |           |             | 2      | -1                            |
|        | Parti rural de Papouasie-Nouvelle-Guinée    |           |             | 2      | n/a                           |
|        | Parti populaire                             |           |             | 2      | n/a                           |
|        | Parti libéral mélanésien                    |           |             | 2      | n/a                           |
|        | Le peuple d'abord                           |           |             | 1      | n/a                           |
|        | Parti de l'alliance mélanésienne            |           |             | 1      | -2                            |
|        | Candidats sans étiquette                    |           |             | 21     | +4                            |